# Oberottmarshausen
Oberottmarshausen est une commune allemande de Bavière située dans l'arrondissement d'Augsbourg et le district de Souabe.

## Géographie

Situation d'Oberottmarshausen dans l'arrondissement d'Augsbourg

Oberottmarshausen est situé dans la plaine du Lechfeld, sur la rive gauche de la Lech, à 15 km au sud d'Augsbourg. La commune, qui fait partie de la communauté d'administration de Großaitingen, se trouve à la limite avec l'arrondissement de Landsberg am Lech.
Communes limitrophes (en commençant par le nord et dans le sens des aiguilles d'une montre) : Königsbrunn, Prittriching, Scheuring, Kleinaitingen, Wehringen et Bobingen.

## Histoire
Dès le XIIIe siècle, Oberottmarshausen a fait partie des domaines de l'évêché d'Augsbourg. En 1803, lors du Recès d'Empire, il est rattaché au nouveau royaume de Bavière. Le village obtient le statut de commune en 1818. Le village, appelé alors Ottmarshausen, fait partie de l'arrondissement de Schwabmünchen jusqu'à la disparition de ce dernier en 1972.

## Démographie
| 1840 | 1871 | 1900 | 1925 | 1939 | 1950 | 1961 | 1970 | 1987  |
| ---- | ---- | ---- | ---- | ---- | ---- | ---- | ---- | ----- |
| 271  | 272  | 349  | 377  | 382  | 590  | 461  | 683  | 1 033 |

| 2000  | 2005  | 2009  | - | - | - | - | - | - |
| ----- | ----- | ----- | - | - | - | - | - | - |
| 1 530 | 1 642 | 1 675 | - | - | - | - | - | - |